# Silicate de potassium
Le (méta)silicate de potassium est un silicate soluble dans l'eau, utilisé pour la fabrication de peinture minérale pour supports minéraux de chaux ou ciment neuf.

## Additif alimentaire
Le silicate de potassium est utilisé dans l'alimentation comme additif alimentaire et réglementé sous le numéro E560. C'est un anti-agglomérant.